# The Desert Scorpion
Pour plus de détails, voir Fiche technique et Distribution.
The Desert Scorpion est un film muet américain réalisé par Otis Thayer et sorti en 1920.

## Fiche technique
- Titre : The Desert Scorpion
- Réalisation : Otis Thayer
- Scénario : L.V. Jefferson, d'après son histoire
- Producteur :
- Société de production : Art-O-Graph Film Company
- Société de distribution : Arrow Film Corporation, Theatre Owners Corporation
- Pays de production :  États-Unis
- Langue : film muet avec les intertitres en anglais
- Métrage 1 500 mètres
- Format : Noir et blanc — 35 mm — 1,33:1 — Muet
- Genre : Western
- Durée : 50 minutes
- Date de sortie : 
  - États-Unis : 15 janvier 1920

## Distribution
- Edmund Cobb
- Clare Hatton
- Vida Johnson
- Otis Thayer

## À noter
- Lieu du tournage : Colorado, à Denver et Steamboat Springs.